# Monomma antinorii colini
Monomma antinorii colini es una especie de coleóptero de la familia Monommatidae.

## Distribución geográfica
Habita en África.